# Orthobula crucifera
Orthobula crucifera là một loài nhện trong họ Phrurolithidae.
Loài này thuộc chi Orthobula. Orthobula crucifera được Friedrich Wilhelm Bösenberg & Embrik Strand miêu tả năm 1906.